# Elisabeth Lord
Lena Kristina Elisabeth Gunnarsson Lord, född Karlsson den 21 februari 1947 i Björkviks församling, är en svensk sångerska och låtskrivare, tidigare medlem av svenska countrygruppen Country Road. Hon har skrivit många låtar tillsammans med maken Tommy Gunnarsson. Hon uppträder i egna dansbandet Elisabeth Lord's tillsammans med Gunnarsson.
Hon började sin karriär på 1960-talet som vokalist i Göran Fredrikssons orkester där hennes bror Roland Almlén spelade bas.

## Låtar i urval
- "Symfonin", skriven tillsammans med Tommy Gunnarsson, framförd av Loa Falkman 1990[2], bidrag till Melodifestivalen samma år.[3]
- "Kommer tid, kommer råd", skriven tillsammans med Tommy Gunnarsson, framförd av Drifters 1993[4], hitlåt på Svensktoppen under 20 veckors tid 1994.[5]
- "Segla din båt i hamn", skriven tillsammans med Tommy Gunnarsson, framförd av Helene & gänget 1994[6], hitlåt på Svensktoppen i 13 veckor 1995.[7]
- "Easy Come, Easy Go", skriven tillsammans med Tommy Gunnarsson, framförd av Kikki Danielsson 2002[8]

## Melodier på Svensktoppen som soloartist
- "Tamborito i Panama", 1968[9]
- "Huset på höjden", 1969[10]